# Ephemerum piliferum
Ephemerum piliferum là một loài rêu trong họ Ephemeraceae. Loài này được J. Shaw mô tả khoa học đầu tiên năm 1878.